# Phymatolithon lamii
Phymatolithon lamii (M.Lemoine) Y.M.Chamberlain, 1991  é o nome botânico  de uma espécie de algas vermelhas  pluricelulares do gênero Phymatolithon, subfamília Melobesioideae.
- São algas marinhas encontradas na Europa e Estados Unidos (Maine).

## Sinonímia
= Lithophyllum lamii    M. Lemoine, 1913
= Lithophyllum melobesioides    P.L. Crouan & H.M. Crouan ex Lemoine, 1953
= Phymatolithon rugulosum    Adey, 1964